# Külecik, Şahinbey
Külecik là một xã thuộc huyện Şahinbey, tỉnh Gaziantep, Thổ Nhĩ Kỳ. Dân số thời điểm năm 2011 là 48 người.